# Pearcea bilabiata
Pearcea bilabiata är en tvåhjärtbladig växtart som beskrevs av L.P. Kvist och L.E. Skog. Pearcea bilabiata ingår i släktet Pearcea och familjen Gesneriaceae. Inga underarter finns listade i Catalogue of Life.